# Пицца пульезе
Пицца пульезе (итал. Pizza pugliese, пулийская пицца, пицца по-пулийски) — итальянская пицца, приготовленная с помидорами, луком и моцареллой. Названа в честь региона Апулия, называемого по-итальянски Пулия (Puglia). Её не следует путать с пиццей барезе (pizza barese), местным барезским вариантом приготовления пиццы, где, как правило, тесто более тонкое и хрустящее, чем у неаполитанской пиццы. Так как пицца пульезе не содержит мясо, а только сыр, она пользуется популярностью у вегетарианцев.

## Варианты
Существуют варианты пульезе, в которых добавляют разные сыры и другие ингредиенты. Некоторые версии могут также использовать в качестве ингредиентов орегано, оливки и каперсы, а некоторые могут не использовать соус для пиццы и заменить половину моцареллы на нарезанный или натертый на тёрке сыр проволоне. Также существуют рецепты с использованием сыра пекорино.